# Arrhopalites delamarei
Arrhopalites delamarei is een springstaartensoort uit de familie van de Arrhopalitidae. De wetenschappelijke naam van de soort is voor het eerst geldig gepubliceerd in 1984 door Nosek & Paoletti.